# Can Vedruna
Can Vedruna és una masia de Sant Aniol de Finestres (Garrotxa) inclosa a l'Inventari del Patrimoni Arquitectònic de Catalunya.

## Descripció
És una masia situada a la sortida del poble de Sant Esteve de Llémena. Conserva una interessant llinda situada en una finestra dels baixos de l'edifici que porta gravats diversos elements disposats de la següent manera: A cada banda, cartel·les amb lletres indesxifrables i al mig, voltat de volutes, una eina, unes tenalles, un martell i una enclusa, una ferradura i un volant.